# السويدا (لودر)

تعديل مصدري - تعديل

السويدا هي إحدى قرى عزلة زارة بمديرية لودر التابعة لمحافظة أبين، بلغ تعداد سكانها 507 نسمة حسب تعداد اليمن لعام 2004.